# فوهة أرسطو

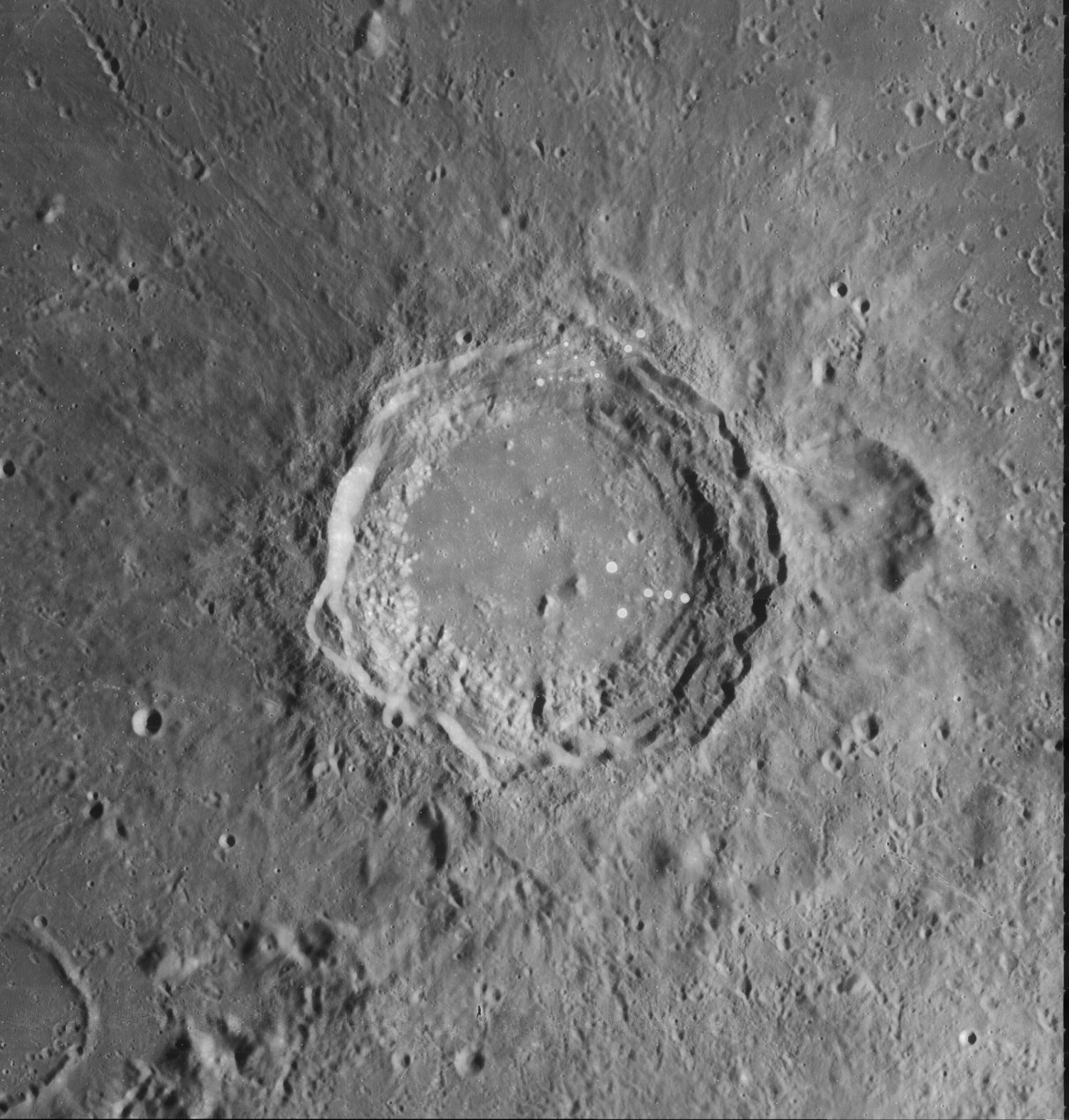
فوهة أرسطو (كبيرة الحجم)، فوهة ميتشل (الصغيرة على اليمين).

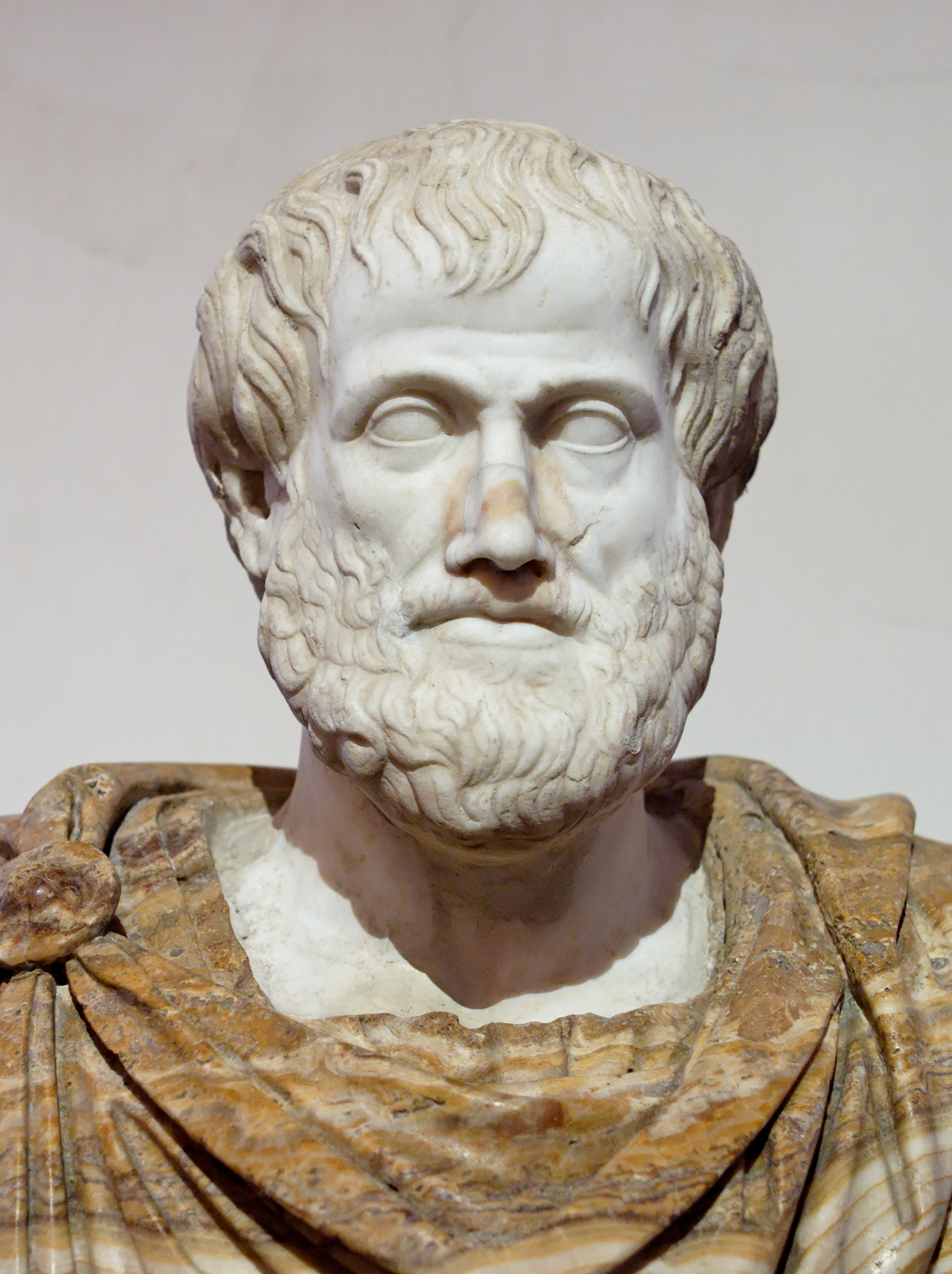
الفيلسوف اليوناني القديم أرسطو

فوهة أرسطو (50. 2°N 17.4°E) فوهة صدمية قمرية تقع بالقرب من الحافة الجنوبية لبحر ماري فريغوريس، شرق سلسلة جبال مونتيس ألبيس. تمت تسمية الفوهة من قبل الإتحاد الفلكي الدولي على اسم الفيلسوف اليوناني القديم أرسطو في عام 1935 تكريما له على مجمل أعماله وتخليدا لذكراه.

## فوهات القمر الصناعي
لرسم خريطة مماثلة لفوهات القمر يتم وضح حروف على كل جانب من جوانب الفوهة ومركزها لكل حرف منهم دلاله معينة.
| أرسطو | خط عرض  | خط طول  | القطر |
| ----- | ------- | ------- | ----- |
| D     | 47.5° N | 14.7° E | 6 كم  |
| M     | 53.5° N | 27.2° E | 7 كم  |
| N     | 52.9° N | 26.8° E | 5 كم  |

## الوصف
تقع فوهة إيودوكسوس صغيرة الحجم جنوب الفوهة مباشرة، مشكلين زوجا مميزا لأي راصد على سطح الأرض. لا يفصل بين الفوهتين إلا سلسلة من الجبال يمتد من الجنوب إلى الناحية الغربية. تتصل فوهة ميتشل بالحافة الشرقية للفوهة، الجزء الغربي من الفوهة متصل بفوهة أجد المنخفضة والمغمورة بالحمم البركانية. لاحظ الراصدون أن جدران الفوهة بالية قليلا لتكون شكل مسدس مستدير، كما لاحظوا أن الجدران الداخلية عريضة ولها مدرجات ناعمة.
يبلغ قطر الفوهة 87 كم، بينما يبلغ عمقها 3.3 كم وعلى زاوية 343° من شروق الشمس. تمت تسمية الفوهة من قبل الإتحاد الفلكي الدولي على اسم الفيلسوف اليوناني القديم أرسطو في عام 1935 تكريما له على مجمل أعماله وتخليدا لذكراه.

## وصلات خارجية
- فوهات القمر
- جوله حول فوهات القمر -ناسا.

خرائط
- "أطالس القمر". معهد الدرسات القمرية والكواكبيّة. مؤرشف من الأصل في 2011-12-18. اطلع عليه بتاريخ 2007-04-12.
- آيشليمان، ر. "خرائط القمر". خرائط وروسومات لأسطح الكواكب. مؤرشف من الأصل في 2019-08-18. اطلع عليه بتاريخ 2007-04-12. خرائط ومناظر شاملة في مواقع هبوط أبولو.